# Natalia Kałucka
Pour les articles homonymes, voir Kałucka.
Natalia Kałucka est une grimpeuse polonaise née le 25 décembre 2001 à Tarnów. Spécialiste de l'escalade de vitesse, elle est championne du monde en 2021 à Moscou, en Russie. Elle remporte ensuite les Jeux européens de 2023 à Cracovie, en Pologne, puis elle devient championne d'Europe en 2024 à Villars-sur-Ollon, en Suisse. Elle est la sœur jumelle d'Aleksandra Kałucka.